# باشگاه ورزشی ترانسوال
باشگاه ورزشی ترانسوال یک باشگاه فوتبال سورینامی است که در حال حاضر در لیگ برتر سورینام بازی می‌کند. آنها بازی‌های خانگی خود را در پاراماریبو در ورزشگاه آندره کامپروین با ظرفیت ۷۱۰۰ نفری انجام می‌دهند.
این تیم یکی از موفق‌ترین تیم‌های سورینام است که اولین قهرمانی خود در لیگ را در سال ۱۹۲۵ به دست آورد و در مجموع ۱۹ عنوان قهرمانی را کسب کرد که آنها را از نظر تعداد قهرمانی در پشت رابین‌هود، دوم می‌کند. ترانسوال همچنین سه بار قهرمان جام حذفی سورینام و دو بار قهرمان سوپر جام سورینام شده است. بزرگترین موفقیت‌های بین‌المللی در سال‌های ۱۹۷۳ و ۱۹۸۱ بود که هر دو منجر به قهرمانی در جام قهرمانان کونکاکاف شد. تا به امروز، آنها تنها باشگاه سورینامی هستند که قهرمان جام قهرمانان کونکاکاف شده‌اند.

## افتخارات
- لیگ برتر: ۱۹ قهرمانی
- لیگ دسته دوم: ۱ قهرمانی
- جام حذفی: ۳ قهرمانی
- سوپر جام: ۲ قهرمانی
- جام قهرمانان کونکاکاف: ۲ قهرمانی